# EU 전투단
EU 전투단 (약칭, EU BG)은 유럽 연합의 공동 안보방위정책을 지향하는 군대다. 유럽 연합의 회원국의 기여를 바탕으로 하는 전투단은 대대 규모의 18개의 전투단으로 구성되어 있으며 전투 지원부대가 지원한다. 전투단과 전투 지원부대는 수시로 바뀌며, 이를 통해 어느 때나 두 부대 모두 파병 준비를 완료할 수 있게 되었다. EU 전투단은 유럽 연합 이사회의 명령을 받는다.
2007년 1월 1일부터 전투단은 완전한 작전 운용능력을 갖추게 되었지만, 현재까지 이들은 군사적 행동을 취하고 있지 않다. 이들은 유럽 연합이 수행하는 실질적인 임무에 기초하고 있으며, 유럽의 상비군으로 묘사되는 경우가 있다. 전투단의 무기와 병력은 유럽 연합 회원국 중 "지도국" 중심으로 결성되지만, 우크라이나, 세르비아, 노르웨이, 북마케도니아와 같은 비EU 회원국도 참여하고 있다. 2004년 유엔 사무총장 코피 아난은 유엔이 해결할 수 없는 문제들을 돕는 것에 EU 전투단의 가치와 중요성을 강조하면서, 이 계획을 환영했다.